# Hearts of Iron II
Hearts of Iron II je globální strategická válečná počítačová hra pro PC založená na jejím předchůdci, Hearts of Iron. Hra se odehrává v období od 1. ledna 1936 do 31. prosince 1947 a umožňuje hráči ovládat kterýkoliv z více než 175 států této doby v letech před, v průběhu a po druhé světové válce. Hra byla vyvinuta Paradox Interactive a vydána 4. ledna 2005. Hlavním programátorem je Johann Andersson.

## Herní systém
Hra obsahuje řadu prvků, které z ní činí globální strategickou hru. Mezi ně patří možnost stavět pozemní divize, letecké jednotky a námořní lodě/eskadry, stejně jako možnost kombinovat tyto jednotky do sborů a armád. Hráč má také možnost jmenovat velitele vojsk svého státu (nebo vojsk ovládaných loutkových států), členy vlády (ministry) a vrchní velitele ozbrojených sil (náčelníky generálních štábů). Hráč má také možnost ovlivňovat jmenování hlavy státu a vlády, nicméně toto je možné u demokratických států skrze volby, kde hráč vybírá vítěze. Technologický vývoj je celý ovládán hráčem. Vše se odehrává v reálném čase. Hru je možné pozastavit a stále při tom vydávat rozkazy.

## Hratelné národy
Lze hrát za skoro kterýkoliv stát existující v dané době na Zemi, kromě malých státečků jako Andorra nebo Monako. Nicméně lze hrát za Lucembursko. Je možné hrát za nový stát, který získá nezávislost v průběhu hry, ale hráč musí počkat než daný stát opravdu vyhlásí nezávislost. Mnoho menších nebo nerozvinutých států však nemá dobré 'výzkumné týmy' ani silnou průmyslovou základnu, což činí hru nehratelnou, proto víc zábavnou, ale skoro nevyhratelnou.

## Politika
Hráč má možnost řídit státní vnitřní a zahraniční politiku. Je možné uspořádat státní převrat, vyhlásit válku, anektovat teritoria a uzavírat aliance. Vnitřní politiku státu lze ovlivňovat pomocí posuvníků jako jsou:
- Demokracie vs Autoritatismus
- Pravicová politika vs Levicová politika
- Otevřená společnost vs Uzavřená společnost
- Volný trh vs Centrální plánování
- Profesionální armáda vs Mobilizovaná armáda
- Proválečná (jestřábí Lobby) vs Protiválečná (holubičí Lobby) politika
- Intervenční politika vs Izolacionismus

Pohyb posuvníků ve kterémkoliv směru v různé bonusy a postihy, což poskytuje výběr z mnoha možností a strategií.
Hráč může jmenovat ministry a armádní velitele s některými výjimkami. Hlava státu a předseda vlády se mohou změnit pohybem mezi politickou levicí a politickou pravicí, skrze volby nebo jiné jednorázové události. Pozice ve vládě a armádě:
- Hlava státu
- Předseda vlády
- Ministr zahraničí
- Ministr průmyslu
- Ministr státní bezpečnosti
- Velitel zpravodajských služeb
- Vrchní velitel armády
- Náčelník generálního štábu
- Velitel pozemní armády
- Velitel námořnictva
- Velitel letectva

### Správa zdrojů a surovin
Hearts of Iron II obsahuje devět surovin a zdrojů. Ke standardním surovinám patří Elektrická energie, vzácné kovy, kovy, ropa, peníze a zásoby. Další tři zdroje jsou lidský potenciál, průmyslová kapacita a dopravní kapacita.
- Energie, vzácné kovy, kovy a ropa jsou vyráběny v jednotlivých provinciích a shromažďovány k pohánění průmyslového komplexu. Ropa je spotřebovávána mechanizovanými a obrněnými jednotkami, leteckými a námořními jednotkami.
- Peníze jsou vydělávány výrobou spotřebitelských produktů. Množství získaných peněz záleží na typu vlády a vnitřní politice státu. Peníze jsou potřeba k vykonávání diplomatických akcí a k placení výzkumu.
- Lidský potenciál je potřeba k rekrutování a posilování všech vojsk. Jedna jednotka lidského potenciálu reprezentuje 1000 mužů, takže např. průměrná pěší divize o 10 000 mužích potřebuje 10 jednotek lidského potenciálu.
- Každá továrna ve státě přispívá jednou jednotkou Průmyslové kapacity. Celkový počet továren tvoří Základní průmyslovou kapacitu. Různé faktory jako úroveň obtížnosti, ministři, technologie a zdroje mohou upravit toto číslo. Výsledkem je Skutečná průmyslová kapacita. Každá Skutečná průmyslová kapacita ke svému fungování potřebuje dvě jednotky energie, jednu jednotku kovu a půl jednotky vzácných kovů.

Šest standardních surovin lze obchodovat s jinými státy, ale jejich převoz může být narušen nepřítelem, pokud má přístup k obchodním cestám. Obchodní návrh lze předložit kterékoliv jiné zemi, i s velmi špatnými diplomatickými vztahy, nicméně spojenecké země jsou více ochotné přijímat výhodné (pro hráče) obchodní nabídky. Lidský potenciál, průmyslová a dopravní kapacita nejsou obchodovatelné.

## Scénáře
Hráč ovládá stát od začátku scénáře do konce hry. Jsou k dispozici následující scénáře:
- The Road to War, začátek 1. ledna 1936;
- The Gathering Storm, začátek v září 1938, těsně před Mnichovskou dohodou (přidán v patchi 1.2);
- Blitzkrieg, začíná Hitlerovým vyhlášením války Polsku (Invaze do Polska) 1. září 1939;
- Awakening the Giant, začíná 22. června 1941, na počátku Operace Barbarossa;
- Götterdämmerung, začíná 20. června 1944,dva týdny po vylodění v Normandii.

Hratelné operace jsou:
- Fall Gelb - německá invaze do Francie v roce 1940.
- Operation Barbarossa - německá invaze do Sovětského Svazu v roce 1941.
- The Ardennes Offensive - bitva v Ardénách na francouzsko-belgicko-německé hranici v zimě 1944-1945. Také hratelná v demoverzi.
- Southern Conquests - japonská ofenzíva na jih v roce 1942 následující po útoku na Pearl Harbour.
- Operation Watchtower - Bitva o Guadalcanal v Šalomounových ostrovech.
- Fall Weiss - německá invaze do Polska v roce 1939.
- Fall Grün, plánovaný německý útok na Československo v roce 1938.
- Platinean War - vymyšlený scénář, kde Německo podporuje Argentinu a USA Brazílii v konfliktu, který zasáhne většinu Jižní Ameriky.
- Winter War - Zimní válka mezi Finskem a SSSR v letech 1939-1940.
- Desert Fox - africké tažení v letech 1941-1943.
- Operation Husky - spojenecké vylodění na Sicílii a následující italské tažení.
- D-Day - spojenecké vylodění v Evropě.
- Operation Downfall - plánovaná americká invaze na Japonské ostrovy.
- Spanish Civil War - Španělská občanská válka 1936-1939.
- Battle of the Coral Sea - japonský plán ovládnout Port Moresby na Nové Guineji z moře a následující námořní bitva.
- Fall Blau - německá letní ofenzíva 1942, která vyústila v bitvu o Stalingrad.

## Vedeníválky
Hearts of Iron II je globální strategická válečná hra. Nejmenší nezávislá pozemní jednotka je divize, ke které lze připojit brigádu (např. ženisté, dělostřelectvo nebo obrněná auta). Na moři jednotkou je velká loď nebo skupina menších lodí jako jsou torpédoborce. Základní leteckou jednotkou je letecké křídlo.
Mezi pozemní divize patří pěchota, horská pěchota, námořní pěchota, posádka, milice, výsadkáři, kavalerie, motorizovaná pěchota, mechanizovaná pěchota, lehké, střední, těžké a supertěžké tanky.
Mezi pozemní brigády patří ženisté, obrněná auta, polní dělostřelectvo, lehké a těžké tanky, protiletadlová děla a protitanková děla. Policejní brigáda je k dispozici pro umlčení partyzánské aktivity v okupovaných oblastech.
Jednotkám lze rozkázat pohyb, útok, podpůrný útok, podpůrnou obranu nebo strategické přemístění. Boj začíná přesunem armády na bráněné nepřátelské území. Pokud území není bráněno, provincie je okamžitě okupována. Lze naplánovat blitzkrieg rozkazem útočit přes více provincií, ale stoupá možnost odříznutí jednotky nebo úspěšného protiútoku.
Obrana provincie může být posílena vybudováním obranných staveb a zásobovací infrastruktury. Mezi obranné stavby patří radar, pevnost, pobřežní obrana a statická protiletadlová obrana. Mnoho obranných staveb staveb je ve hře už vybudováno, jako např. Maginotova linie na francouzsko-německé hranici.
Letecké jednotky zahrnují bombardéry (strategické, taktické a námořní) a stíhače (eskortní, přepadové a obecné). Letecké jednotky, v závislosti na typu, mohou vykonávat následující rozkazy: vzdušná převaha, útok na logistiku, strategické bombardování, námořní útok, podpora pozemních jednotek a útok na konvoje.
Námořní jednotky zahrnují transporty, letadlové lodě, bitevní lodě, bitevní křižníky, těžké a lehké křižníky, torpédoborce a ponorky. Je důležité vybírat správnou kombinaci jednotek pro bitvy (flotila ze samých bitevních lodí není moc efektivní).

## Změny oprotiHearts of Iron
Počítačový protivník podniká ofenzívy velkého rozsahu. Světová mapa v Hearts of Iron II byla pozměněna: počet provincií v klíčových oblastech jako Francie, evropské Rusko, severní Afrika, Severní Amerika a pobřežní Asie byl zvýšen. Některé provincie byly přidány, jiné odebrány.
Diplomacie byla vylepšena. V původní hře se k iniciaci diplomatických akcí používaly diplomatické body, které přibývaly každý měsíc. V této verzi hry hráč může upřesnit typ a trvání dohod, zejména u obchodování se surovinami a technologiemi. Technologický systém byl předělán. Výzkumné týmy specializující se na určité oblasti jsou financovány penězi a ne průmyslovou kapacitou jako v původní hře. Přibyla nová kategorie "tajné zbraně", které vyžadují vynalezení konvenčních technologií, aby se mohly vůbec objevit. Tajné zbraně představují experimentální pokročilé technologie jako elektronické počítače, atomová bomba a některé německé tajné zbraně.

## Kontroverzní body a cenzura
Stejně jako její předchůdce, je Hearts of Iron II zakázána v Čínské lidové republice. Hlavním důvodem je, že hra představuje některé čínské frakce jako samostatné státy, zatímco podle čínské vlády tyto frakce byly formálně pod kontrolou Nacionalistické Číny. Také vlajka Tibetu použitá ve hře je v Číně zakázána. Paradox Interactive oznámil, že nebude snižovat úroveň historické přesnosti kvůli čínské cenzuře.
Nicméně byly podniknuty kroky k překonání německé cenzury. Německo je ve hře reprezentováno německou říšskou vlajkou, používanou do roku 1935, místo Svastiky. Německé zákony zakazují použití svastiky. Navíc byly v německé verzi hry odstraněny fotografie vedoucích německých činitelů jako Hitler, Göring a Himmler a jejich jména pozměněna, ačkoliv to německé zákony nevyžadují.

## Rozšíření ke hře
V listopadu 2005 byl oznámen expansion pack, Hearts of Iron II: Doomsday. Byl vydán v dubnu 2006. Expansion pack obsahuje přepracovaný model zpravodajských služeb umožňující použití špionáže, sabotáže a dalších špionských praktik. Mezi další vylepšení patří rozšířená časová osa, vylepšená umělá inteligence a editor scénářů.
Další expansion pack, Hearts of Iron II: Armageddon, byl vydán v dubnu 2007. Umožňuje hrát až do roku 1964 a přináší další dva scénáře obsahující alternativní světovou historii. Mezi další vylepšení patří zlepšení námořních bojů a vylepšená umělá inteligence.
Dne 31. srpna 2007 byl vydán balík nazvaný Hearts of Iron: Anthology, obsahující všechny tituly ze série Hearts of Iron: Hearts of Iron, Hearts of Iron II, Hearts of Iron II: Doomsday a Hearts of Iron II: Armageddon.